# Permosialis asiatica
Permosialis asiatica là một loài côn trùng trong họ Incertae Sedis (Neoptera) thuộc bộ Incertae Sedis (Neoptera). Loài này được Martynova in Rohdendorf et al. miêu tả năm 1961.